# Les (Lleida)
Les (spanisch: Lés) ist eine katalanische Gemeinde mit 1.013 Einwohnern (Stand: 2024) in der Provinz Lleida im Nordosten Spaniens. Sie liegt in der Comarca Val d’Aran. 

## Lage
Les liegt an der Garonne in den Pyrenäen an der französischen Grenze. 

## Geschichte
Schon seit vielen Jahrhunderten sind die Thermalquellen von Les bekannt. Das schwefel- und natriumhaltige Wasser tritt bei einer Temperatur von 37 Grad Celsius aus dem Erdinneren hervor. Die Badeeinrichtungen wurden kurz nach Errichtung eines Wasserkraftwerks geschlossen.

## Bevölkerungsentwicklung
| 1900 | 1930 | 1950 | 1970 | 1981 | 1991 | 2001 | 2011 | 2021 |
| ---- | ---- | ---- | ---- | ---- | ---- | ---- | ---- | ---- |
| 681  | 734  | 738  | 734  | 559  | 674  | 700  | 1005 | 966  |

## Sehenswürdigkeiten

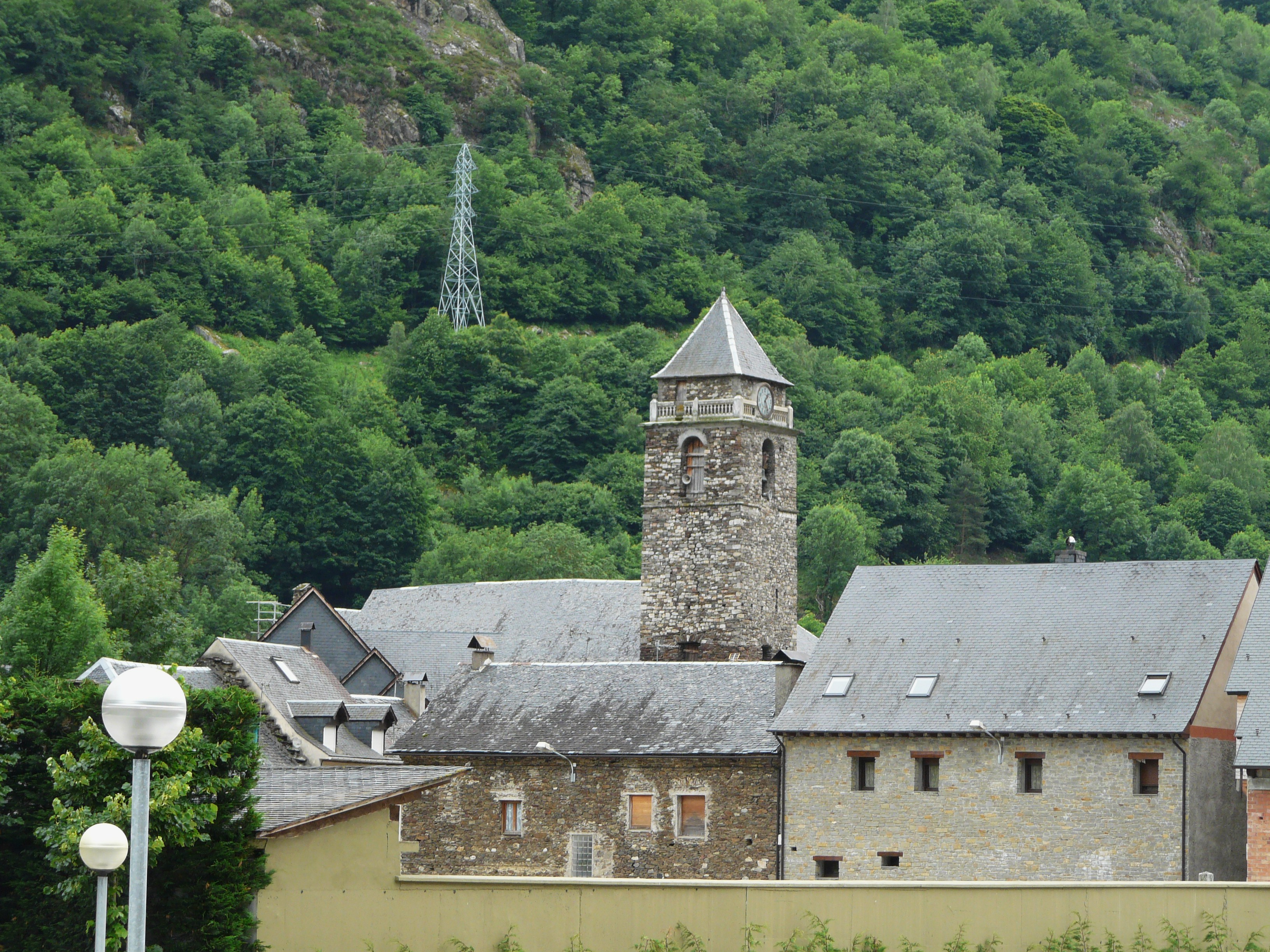
Johannes-der-Täufer-Kirche
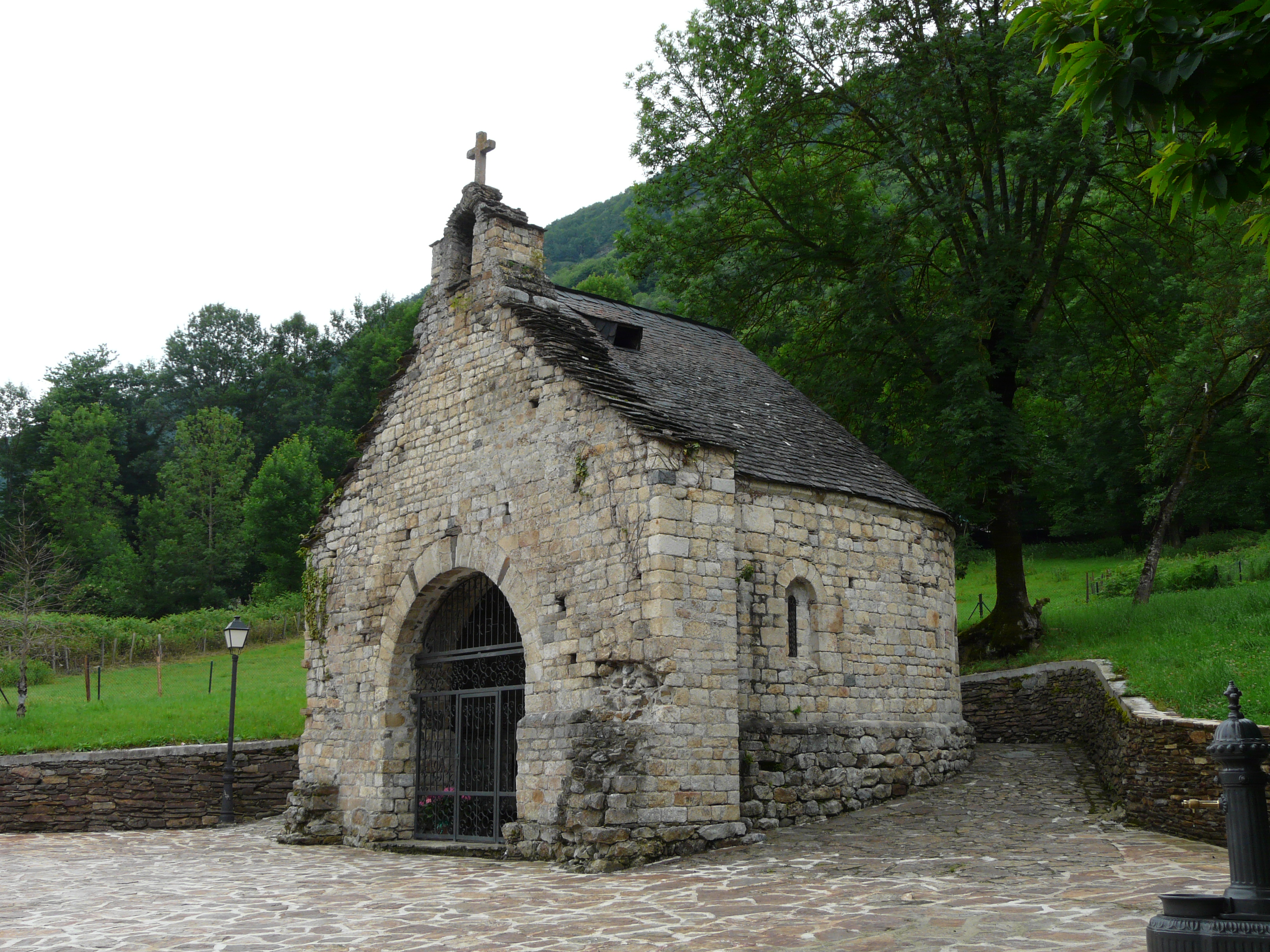
Einsiedelei von Sant Blas/Blasiuskapelle
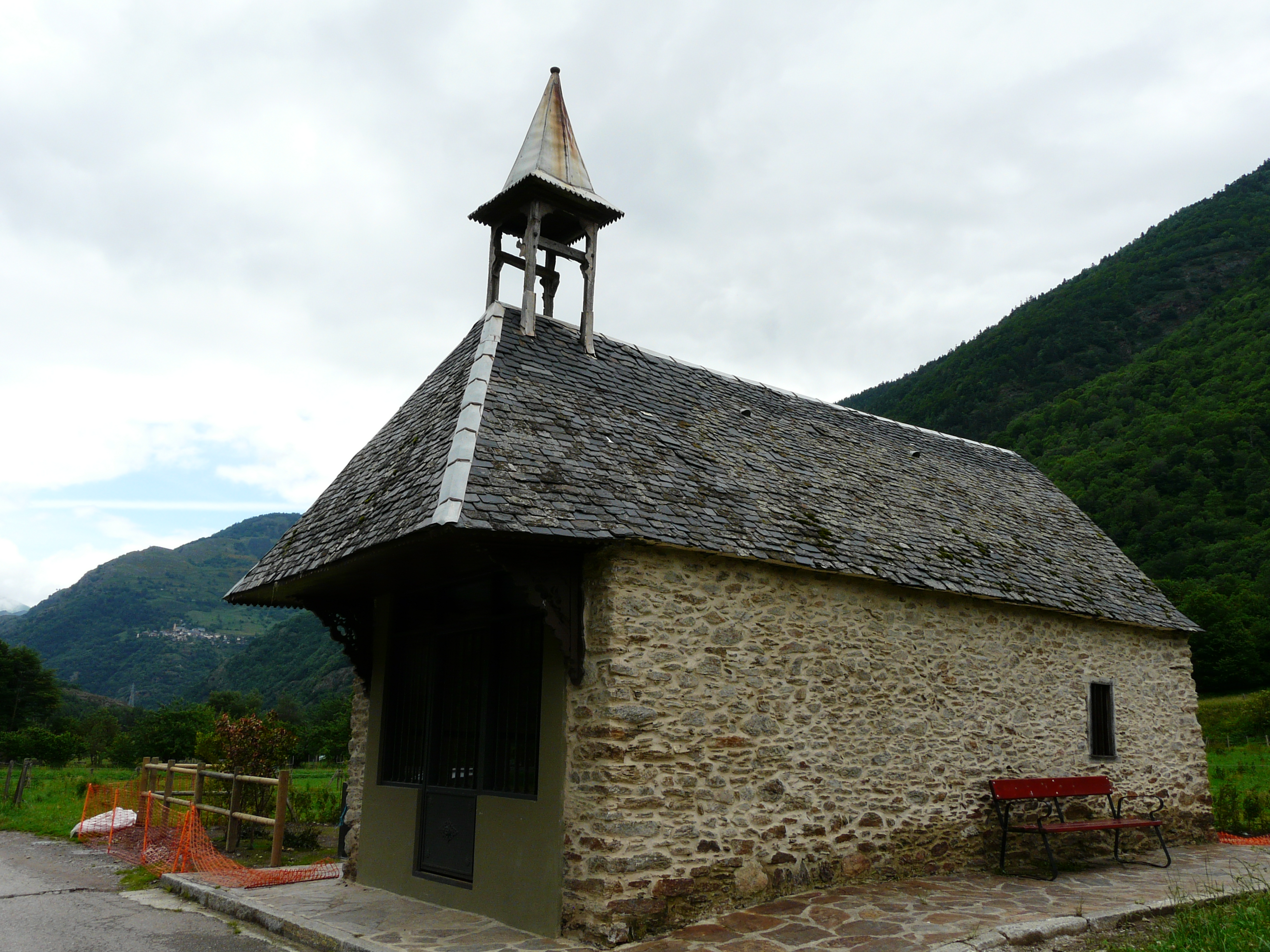
Kapelle der Pietá
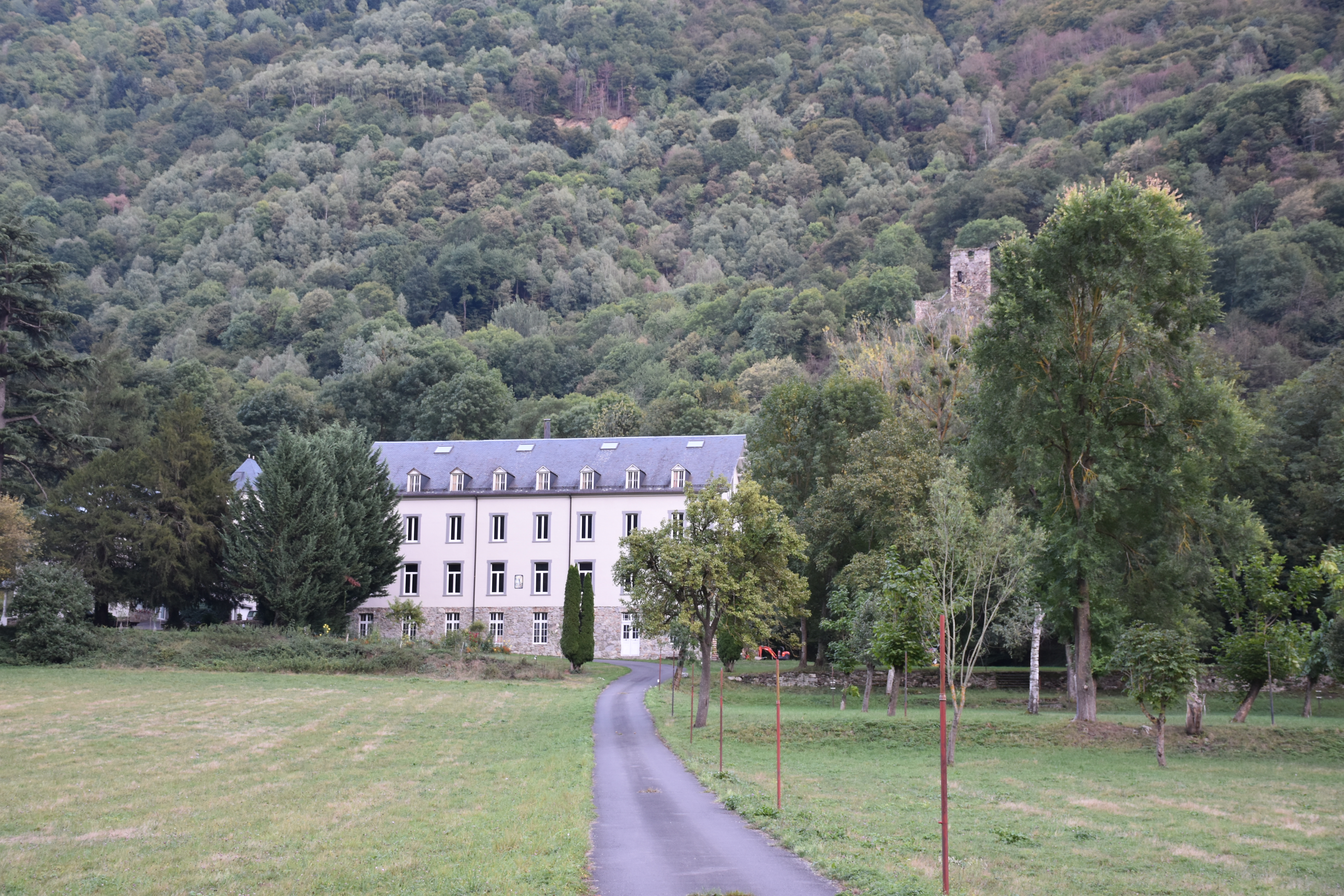
Herrenhaus (La Baronia)
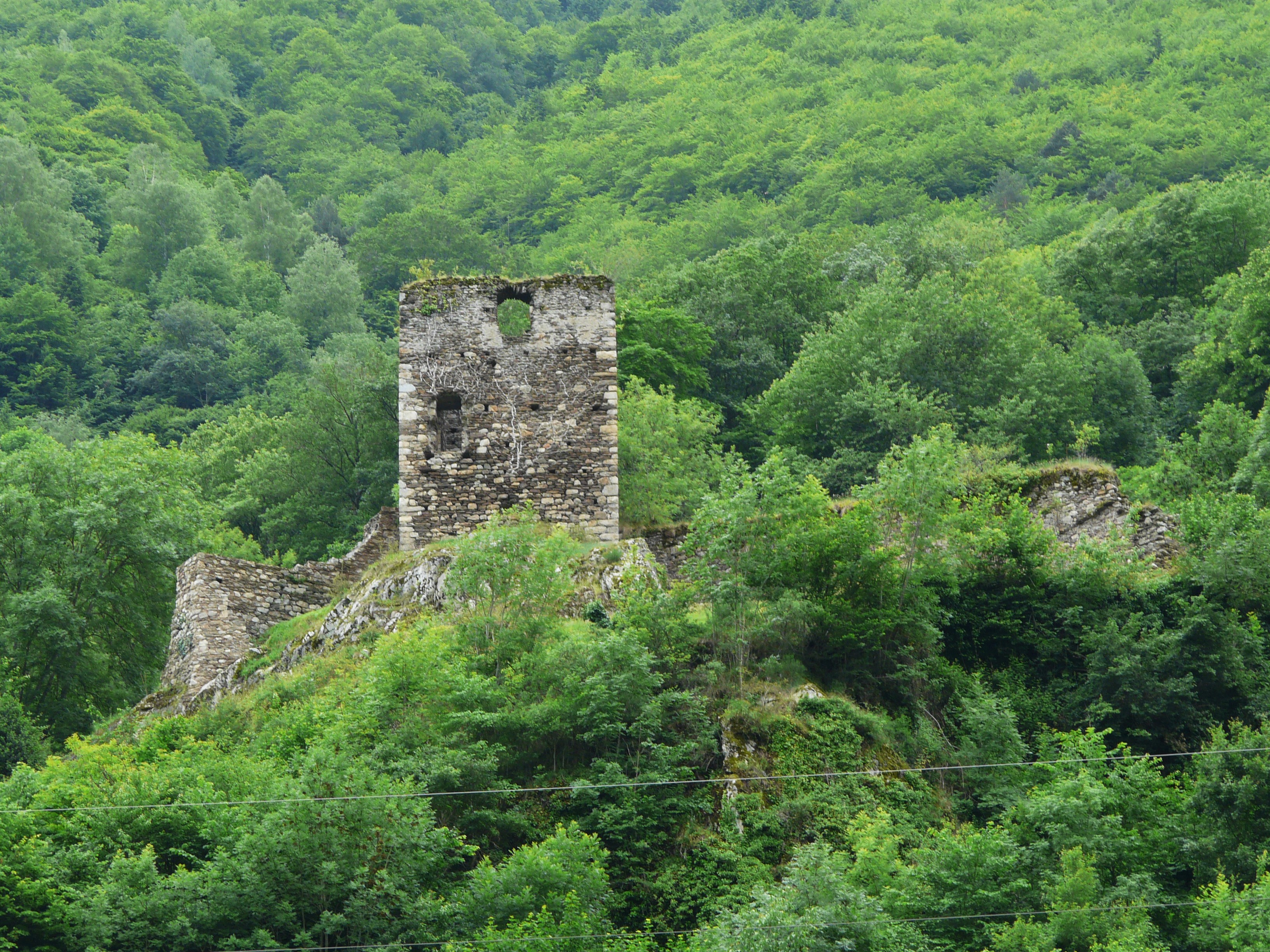
Burgruine

- Johannes-der-Täufer-Kirche
- Blasiuskapelle
- Kapelle der Pietá
- La Baronia
- Burgruine